# Abdicação de Vítor Emanuel III

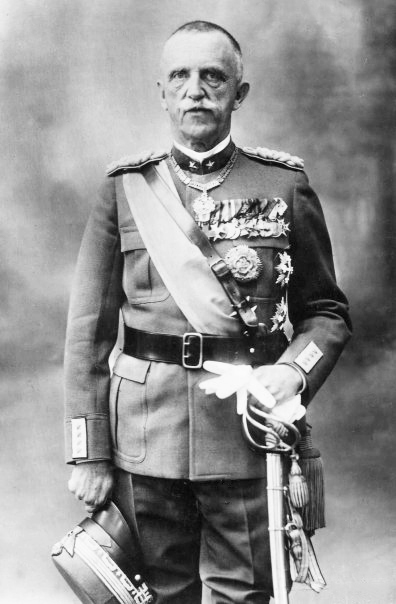
Cartão postal de Vítor Emanuel III da Itália que circulou na Itália entre a Primeira Guerra Mundial e a década de 1920.

A abdicação de Vítor Emanuel III foi o ato pelo qual, em 9 de maio de 1946, o rei Vítor Emanuel III também renunciou ao título formal de rei, em favor de seu filho Humberto II, que já ocupava o cargo de luogotenente do reino.

## História
Já em 5 de junho de 1944, um dia após a libertação de Roma, Vítor Emanuel deixou de exercer suas funções soberanas, nomeando seu filho "Tenente-General do Reino".
O rei inicialmente relutou em abdicar, e até mesmo os partidos políticos do C.L.N. teriam preferido não alterar a situação já delicada. Em maio de 1946, a abdicação foi vista pelos círculos monarquistas como a única maneira de cortar a sorte da Casa de Saboia, desaprovada por seus 20 anos de apoio ao fascismo e a Mussolini em particular, e o futuro da monarquia na Itália.
Não se deve esquecer, contudo, que a abdicação ocorreu sem levar em consideração o decreto n.º 151, de 25 de junho de 1944 e o art. 2º do decreto legislativo n.º 98, de 16 de março de 1946, que previa a manutenção do regime tenente até a consulta eleitoral para a eleição da Assembleia Constituinte. O primeiro plano era, de fato, devolver a escolha da forma de Estado às mãos dos constituintes; posteriormente, optou-se pelo referendo, mas, em todo caso, sempre sob o regime tenente de seu filho Humberto.

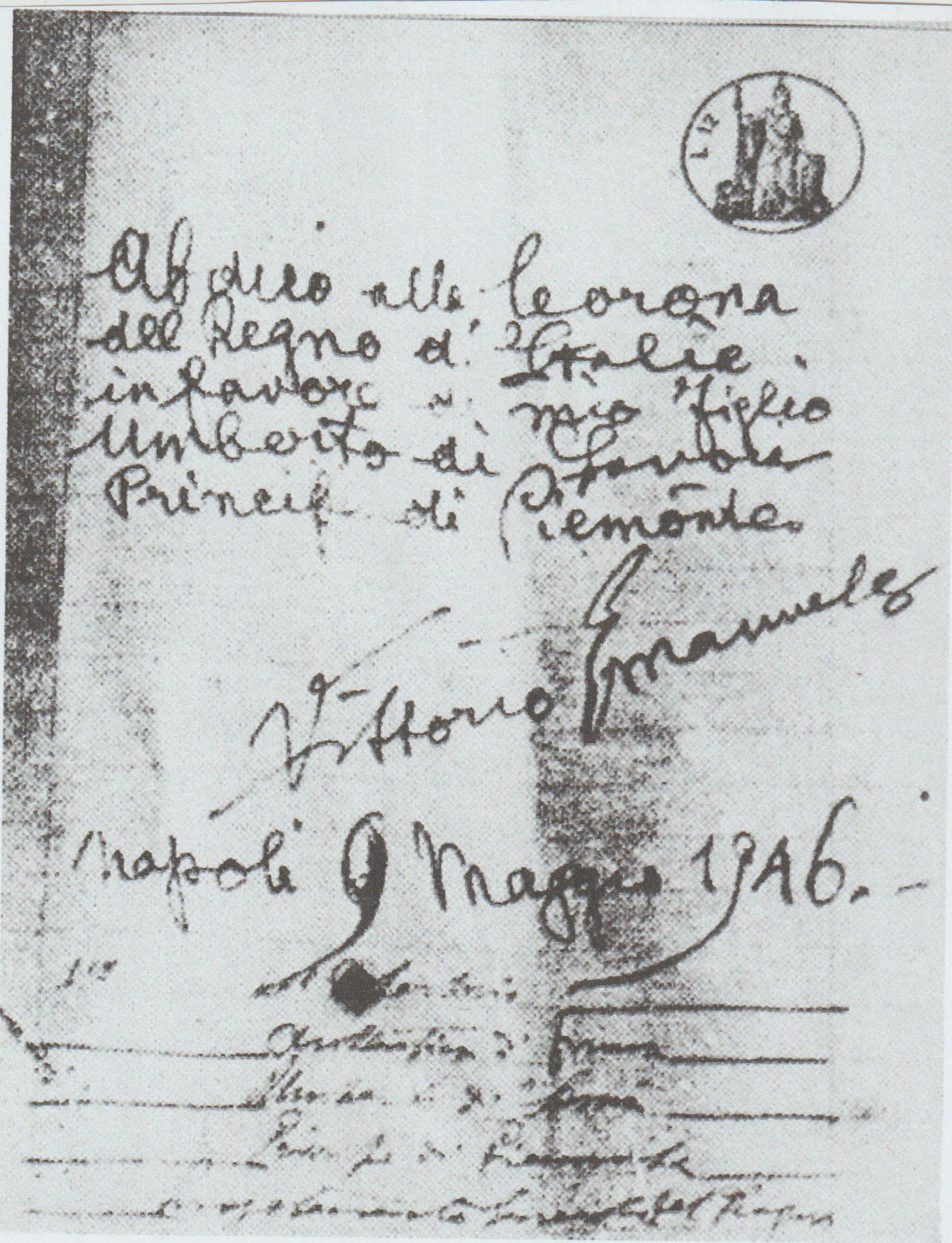
Ato de abdicação do rei com a data visivelmente corrigida

A abdicação ocorreu em Nápoles, onde o rei residia na Villa Rosebery. Com base na lei de Atribuições e Prerrogativas do Chefe de governo, as funções de notário da coroa teriam sido atribuídas ao chefe de governo, que na época era Alcide De Gasperi, mas não foi considerado apropriado recorrer a De Gasperi para endossar um ato formalmente ilegítimo, e a legalização da assinatura do rei foi certificada por um notário, um profissional comum com escritório em Nápoles. Uma declaração oficial foi então emitida: "Hoje, às 15h15, em Nápoles, o rei Vítor Emanuel III assinou o ato de abdicação e, conforme o costume, partiu para o exílio voluntário. Assim que o novo rei Humberto II retornar a Roma, uma comunicação oficial será dada ao Conselho de Ministros".
A abdicação foi duramente criticada pela imprensa de esquerda italiana: l'Unità definiu a decisão do soberano como "um ato ignóbil e grotesco" e o Avanti! rotulou Vítor Emanuel III de "rei fascista" (descrevendo também o novo rei Humberto II como "um príncipe fascista"). Mais moderado foi o diário democrata-cristão Il Popolo, que sublinhou que a abdicação do soberano não impediria o compromisso da Democracia Cristã com o referendo institucional.
Vítor Emanuel assumiu o título de Conde de Pollenzo, que se refere a uma localidade na comuna de Bra, um feudo que no século XVIII pertencia à família Romagnano, mas depois passou para a família Saboia. Carlo Alberto havia construído um esplêndido castelo ali.
Na noite da abdicação, o rei, que havia se tornado Conde de Pollenzo, e a rainha Helena embarcaram no Duca degli Abruzzi e, em exílio voluntário, mudaram-se para o Egito, hóspedes do rei Faruque I. O ex-soberano morreu em Alexandria, em 28 de dezembro de 1947.